# Célia Bourgeois
Célia Bourgeois, née le 9 juin 1983, est une fondeuse française. Elle mesure 1,69 m et évolue au club de ski GUC Grenoble. Elle participe aux Jeux olympiques d'hiver de 2010, où elle arrive en 48e position au 10 kilomètres en ski de fond.
Célia Bourgeois a remporté la Transjurassienne en 2013.
Le père de Célia Bourgeois, Jean-Marie, était également skieur. Il a représenté la France en combiné nordique aux Jeux olympiques d'hiver de 1968, à Grenoble, puis a entraîné l'équipe de France de combiné.